# كلاي شو (رجل أعمال)
كلاي شو (بالإنجليزية: Clay Shaw) هو شخصية أعمال ورائد أعمال أمريكي، ولد في 17 مارس 1913 في كينتوود في الولايات المتحدة، وتوفي في 15 أغسطس 1974 في نيو أورلينز في الولايات المتحدة بسبب سرطان الرئة.

## وصلات خارجية
- كلاي شو على موقع IMDb (الإنجليزية)